# Ангольские редколесья мопане
Ангольские редколесья мопане — экорегион, расположенный на юго-западе Анголы и севере Намибии. Эта экосистема окружает национальный парк Этоша, который считается отдельным экорегионом. Основной вид растительности — деревья мопане.

## Расположение

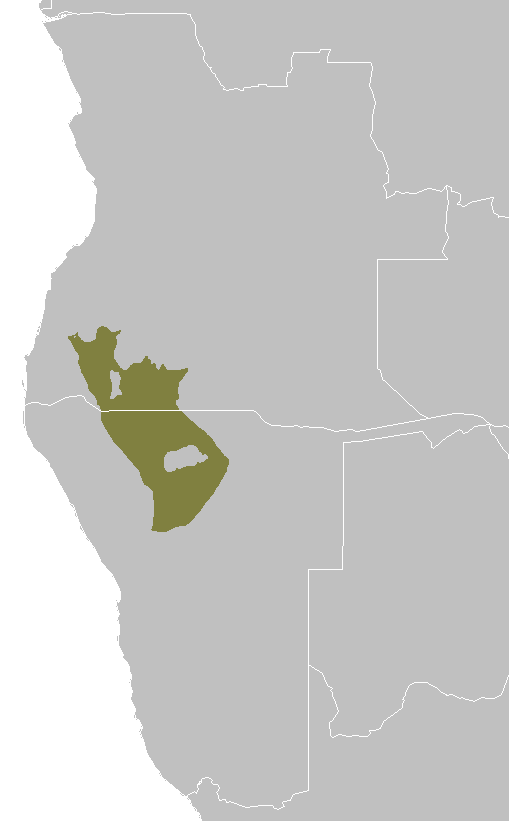
Карта расположения редколесий на границе Анголы и Намибии

В Анголе этот экорегион расположен в основном на юге провинции Кунене, а в Намибии — на территории областей Омусати, Ошана, а также частично в областях Кунене и Ошикото. По территории экорегиона протекает река Кунене, по которой пролегает граница Анголы и Намибии. Река является основным источником воды в этом засушливом регионе.
На западе регион граничит с более сухими саваннами Намибии. На севере расположены ангольские редколесья миомбо, на северо-востоке — замбийскими редколесьями Baikiaea, а на востоке — Акациево-бэйкиевые редколесья Калахари. На юге находится более сухая саванна Калахари.
Согласно исследованию 2017 года, площадь экорегиона составляет 191 639 км². Согласно другой оценке, площадь составляет 133 500 км².

## Флора и фауна
Основная растительность экорегиона — деревья мопане. Также растут акации, сливы и Commiphora angolensis.
Из животных в лесах обитают слоны, чёрные носороги, зебры (Бурчеллова зебра и Горная зебра Хартмана), гепарды, леопарды, львы, жирафы, чепрачные шакалы и разные виды антилоп (в частности, обыкновенный дикдик, чернолицая импала, канны, большой куду, антилопа-прыгун, каама и сернобык), а также питоны, черепахи, ящерицы и скорпионы. Также обитают разные птицы: серая пустельга, Cichladusa ruficauda и краснобокий астрильд.

## Сохранность
Сохранность экорегиона — критический уровень/находящийся под угрозой исчезновения. Согласно оценке 2017 года, 69 258 км², 38 % экорегиона, являются заповедными территориями. Среди угроз для региона перевыпас скота, уничтожение деревьев для строительных материалов и дров, а также расчистка земель под посевы. Браконьеры охотятся на слонов из-за слоновой кости, а на чёрных носорогов из-за их рогов. Длительная гражданская война подорвала сохранность природы в Анголе, что также повлияло и на состояние экорегиона.